# Фанчелли, Лука
Лука Фанчелли (итал. Luca Fancelli, ок. 1430, Сеттиньяно — ок. 1502, Флоренция или Мантуя) — итальянский архитектор эпохи кватроченто (раннего Возрождения) флорентийской школы. Помощник Филиппо Брунеллески.
Лука Фанчелли был сыном каменотёса Якопо ди Бартоломео (возможно, сотрудника Л. Гиберти), он родился в городке Сеттиньяно, поблизости от Флоренции, в 1430 году. Джорджо Вазари упоминает о нём исключительно как о помощнике Филиппо Брунеллески во Флоренции и Леона Баттисты Альберти в Мантуе.
Работа Фанчелли на строительстве Палаццо Питти во Флоренции задокументирована, хотя Вазари приписывает её самому Брунеллески, ссылаясь на авторство проекта выдающегося флорентийца 1440 года. Однако мощный фасад Палаццо Питти обладает монументальностью, далёкой от индивидуального стиля Брунеллески, а строительство дворца началось через 12 лет после смерти мастера в 1458 году.
Около 1450 года Фанчелли поступил на службу к маркграфу Лудовико III Гонзага в Мантуе. В 1458 году он ненадолго поехал в Падую, затем вернулся в Мантую, город, где Леон Баттиста Альберти также работал долгое время. Здесь, в контакте с многочисленными художниками, которые часто бывали при дворе, он руководил строительством церкви Сан-Себастьяно (1460) и Сант-Андреа (1472) по проектам Альберти. В 1464 году Фанчелли встречался с Альберти в Риме
С 1468 года Фанчелли участвовал в работах по достройке дворца — Палаццо Дукале семьи Гонзага в Мантуе. В 1478—1484 годах он построил так называемый Новый дом (итал. Domus Nova). В 1471 году заботился о внутреннем обустройстве дворца в сотрудничестве с Андреа Мантенья, который расписывал фресками интерьеры. Он также построил Корте Нуова («Новый двор», итал. Corte Nuova) и герцогские апартаменты с известным циклом росписей Джулио Романо.
В 1485 году Лоренцо Медичи Великолепный заказал ему модель церкви Сан-Себастьяно, которую Фанчелли лично привёз во Флоренцию и которая использовалась для церкви Санта-Мария-делле-Карчери в Прато. Двумя годами позже он был выбран первым кандидатом Джаном Галеаццо Мария Сфорца, который определил его «in arte Architectonica excellentem», в качестве консультанта по возведению «фонаря» (лантерны) Миланского собора (1487—1491). В 1490 году работал в Неаполе. Затем он вернулся во Флоренцию и в 1491 году был назначен главным архитектором Флорентийского собора (Duomo).
Последнее упоминание об архитекторе датируется 1494 годом.